# Gallissans
Gallissans és una masia de Santa Cecília de Voltregà (Osona) inclosa a l'Inventari del Patrimoni Arquitectònic de Catalunya.

## Descripció
És una masia de planta quadrada coberta a quatre vessants. La façana, orientada a ponent, està molt reformada però conserva la lliça que tanca els mas, per un cantó amb la capella de Sant Josep, i per l'altre amb els corrals. A tramuntana hi ha un porxo que s'obre a nivell del primer pis. A darrere i mirant vers llevant, sobre la carretera, hi ha una galeria amb arquets bessons a nivell del primer pis. És la vista més escaient de la casa, malgrat que es trobi envoltada per dependències agrícoles que dificulten molt la visibilitat. Els materials constructius són pedra arrebossada i totxo vermellós a les galeries.
La capella és un edifici religiós de nau única, sense absis i coberta a dues vessants. La façana, orientada a ponent, té un portal d'arc de mig punt amb un òcul quatrifoliat al damunt i un campanar petit d'espadanya corona el capcer, de forma triangular. El portal és un xic elevat i s'hi accedeix mitjançant uns graons. El mur de tramuntana de la nau és adossat al mas Gallissans, quedant també adossat a aquest la capçalera de la capella. L'interior és decorat amb pintures i cobert amb volta quatripartita, i s'hi formen dos arcs torals. El material constructiu bàsic és la pedra arrebossada, la qual, deixa lliures els elements de ressalt fets de pedra.
L'estat de conservació és bo malgrat que hi hagi una acàcia que en privi la visibilitat.

## Història
Mas d'antiga tradició que es degué salvar, segurament, de la gran crisi demogràfica del segle xiv i XV, que va reduir Santa Cecília de Voltregà a 11 o 12 famílies. Fou un mas benestant, com es pot observar per les reformes i la capella. A la masoveria hi ha una data de la reforma del 1675. Avui està deshabitada.
Al 1827 el mas fou reformat per Francisco o Franco Sentmartí, el qual va fer edificar també la capella. L'any 1844 es feu una altra reforma degut a les destrosses de la guerra del Francès. En els darrers anys, s'han fet algunes reformes sense respectar massa l'antiga tipologia del mas.
La capella, vinculada a la història del mas Gallissans, està dedicada a Sant Josep. Franco Senmartí, propietari del mas l'any 1885, la feu reconstruir amb motiu d'una pesta.